# Liothrips varicornis
Liothrips varicornis är en insektsart som beskrevs av Ian A. Hood 1912. Liothrips varicornis ingår i släktet Liothrips och familjen rörtripsar. Inga underarter finns listade i Catalogue of Life.